# 喬·塞達
強納森·塞達（英語：Jonathan Seda，1970年10月14日—），暱稱喬·塞達（Jon Seda），是美國的一位演員，父母均為波多黎各裔美國人。他出演過的最著名的電視劇是國家廣播公司的《情理法的春天》、在HBO影集中也飾演著名二戰英雄約翰·巴西隆。他也出演過多部電影和電視劇。

## 外部連結
- 喬·塞達的X（前Twitter）
- 喬·塞達在互联网电影资料库（IMDb）上的資料（英文）
- Jon Seda fan-site （页面存档备份，存于）